# Kallkälltegens naturreservat
Kallkälltegens naturreservat är ett naturreservat i Lycksele kommun i Västerbottens län.
Området är naturskyddat sedan 2019 och är 90 hektar stort. Reservatet ligger sydväst om en slåttermyr med detta namn och består förutom av våtmark av grannaturskog med mindre inslag av lövträd.